# Обыкновенная ставрида
Обыкновенная ставрида (лат. Trachurus trachurus) — промысловая морская рыба из семейства ставридовых (Carangidae). Обитает в Атлантическом океане и Средиземном море, а также в Северном море, Чёрном море и западной части Балтийского моря. 
Обыкновенная ставрида — стайная пелагическая рыба. Размер небольшой, отдельные особи достигают длины 70 см и массы 2 кг, обычно встречается меньшая длина. Имеет веретенообразное вытянутое тело, покрытое мелкой чешуёй, оканчивающееся тонким хвостовым стеблем. Вдоль боковой линии расположены костные щитки, иногда с направленными назад шипами. Спина голубовато-серая, брюхо серебристое.
Ставрида питается зоопланктоном, мелкой рыбой, иногда донными или придонными беспозвоночными (креветками). Ставрида придерживается материкового шельфа, иногда выходит на свалы глубин. Личинки и молодые рыбы часто держатся маленькими стайками под медузами и между плавающими предметами.
Продолжительность жизни — до 9 лет. В водах средних широт ставрида нерестится в тёплое время года, в субтропиках и тропиках нерест практически круглогодичный. В Чёрном море обыкновенная ставрида встречается единично.